# Nuage rouge
Nuage rouge est un roman de Christian Gailly paru le 17 février 2000 aux éditions de Minuit et ayant reçu la même année le Prix France Culture.

## Éditions
- Nuage rouge, éditions de Minuit, 2000  (ISBN 2707316962)